# Lirik (gamer)
Saqib Ali Zahid  (născut la 29 octombrie 1990), mai cunoscut prin aliasul său online, Lirik, este un streamer american. El are printre cei mai mulți urmăritori pe Twitch, cu peste 2,7 milioane de urmăritorii în 2020. Zahid este sponsorizat de Discord și este unul dintre cei 200 de influențatori pe care compania îi plătește pentru promovare. 

## Cariera de streaming
Zahid a început să difuzeze pe Twitch în 2011. A jucat inițial World of Warcraft, dar a trecut la DayZ după lansarea jocului. S-a concentrat pe streaming regulat în 2012. Următorii săi au crescut până la medii de la 20.000 la 40.000 de spectatori pe flux.  
În 2016, Zahid a fost intervievat de PCGamesN cu privire la viitorul „fluxurilor și la modul în care va evolua serviciul”. 
În 2017, Zahid a început să transmită pe Twitch PlayerUnknown’s Battlegrounds, dar ulterior s-a plâns că jocul a fost „plin de bug-uri” și „învechit”.  Zahid a fost invitat la PUBG Winter Charity Invitational unde 200.000 de dolari au fost donați pentru organizațiile de caritate selectate ale primelor trei echipe.  El a fost listat ca al cincilea streamer cu cel mai mare succes, câștigând peste 200.000 de dolari de la abonați în 2017. 
În ianuarie 2018, Zahid a anunțat că ia o scurtă pauză de la streaming din cauza stresului și a faptului că se simte "epuizat".   A revenit o săptămână mai târziu.
În 2019, Lirik a anunțat că va rămâne cu Twitch și nu va merge la Mixer.  În decembrie a semnat un contract de mai mulți ani cu Twitch. 
Începând cu 2019, el încarcă în mod activ momente importante din fluxurile Twitch pe canalul său de YouTube, care numără 265.000 de abonați începând cu septembrie 2020.
Potrivit Twitchstats.net, la 1 septembrie 2020, Lirik este streamăr-ul numărul 1 de varietăți din toate timpurile, cu o medie de 24453 de spectatori pe flux și un total de 1409 de jocuri jucate.
Lirik are un număr de peste 359 de milioane de vizualizări, numărul 9 din istoria Twitch.

## linkuri externe
- Lirik pe Twitch